# گوتفرید فدر
 گوتفرید فدر (انگلیسی: Gottfried Feder؛ ۲۷ ژانویهٔ ۱۸۸۳ – ۲۴ سپتامبر ۱۹۴۱) یک اقتصاددان و سیاست‌مدار اهل آلمان بود. وی از اعضای کلیدی حزب نازی بود. سخنرانی او در سال ۱۹۱۹ آدولف هیتلر را برای پیوستن به حزب نازی ترغیب کرد.